# Pseudolimnophila (Pseudolimnophila) varipes
Pseudolimnophila (Pseudolimnophila) varipes is een tweevleugelige uit de familie steltmuggen (Limoniidae). De soort komt voor in het Afrotropisch gebied.